# Bombus morrisoni
Bombus morrisoni (saknar svenskt namn) är en insekt i överfamiljen bin (Apoidea) och släktet humlor (Bombus) som finns i Nordamerika.

## Beskrivning
Arten är en korttungad humla med huvud och de tre första tergiterna nästan helt gulpälsade; på honorna (drottningarna och arbetarna) kan det tredje segmentet vara svart på sidorna och/eller baktill. Resten av bakkroppen är svart; arbetarna kan dock ha ett gult fält på fjärde tergitens inre framkant. Buksidan är helt svart.

## Ekologi
Habitaten utgörs av öppen buskskog där arten bygger sina bon antingen underjordiskt eller i tuvor och liknande upphöjningar.
De övervintrande drottningarna kommer fram i början av mars, arbetarna i början av juni och hanarna i början av juli. I slutet av september upplöses kolonierna och alla djuren dör, utom de nya drottningarna som övervintrar i jorden. Bombus morrisoni samlar nektar och pollen från ett flertal växtfamiljer, främst från familjerna korgblommiga växter (som tistlar, solrosor, korsörtssläktet, Ericameria och Chrysothamnus), paradisblomsterväxter (som paradisblomstersläktet), korsblommiga och kransblommiga växter, gentianaväxter, ärtväxter (som lupiner, vedlar och sötväpplingar), ranunkelväxter och kaprisväxter.

## Utbredning
Bombus morrisoni förekommer från södra British Columbia i Kanada via Washington, Oregon (där den troligen är utdöd) och Kalifornien till Nevada, Arizona, New Mexico och Texas i USA, österut till Kansas och sydvästligaste Oklahoma.
Arten är inte särskilt vanlig, och har minskat påtagligt sedan 2004. Internationella naturvårdsunionen har därför rödlistat den som sårbar (VU).